# Episodi di Artù re dei Britanni (prima stagione)
La prima stagione della serie televisiva Artù re dei Britanni è stata trasmessa in anteprima nel Regno Unito dalla Independent Television tra il 6 dicembre 1972 e il 21 febbraio 1973.
| nº | Titolo originale     | Titolo italiano | Prima TV UK      | Prima TV Italia |
| -- | -------------------- | --------------- | ---------------- | --------------- |
| 1  | Arthur Is Dead       |                 | 6 dicembre 1972  |                 |
| 2  | The Gift of Life     |                 | 13 dicembre 1972 |                 |
| 3  | The Challenge        |                 | 20 dicembre 1972 |                 |
| 4  | The Penitent Invader |                 | 27 dicembre 1972 |                 |
| 5  | People of the Plough |                 | 3 gennaio 1973   |                 |
| 6  | The Duel             |                 | 10 gennaio 1973  |                 |
| 7  | The Pupil            |                 | 17 gennaio 1973  |                 |
| 8  | Rolf the Preacher    |                 | 24 gennaio 1973  |                 |
| 9  | Enemies and Lovers   |                 | 31 gennaio 1973  |                 |
| 10 | The Slaves           |                 | 7 febbraio 1973  |                 |
| 11 | The Wood People      |                 | 14 febbraio 1973 |                 |
| 12 | The Prize            |                 | 21 febbraio 1973 |                 |